# 吉雷特·伯卡
吉雷特·伯卡（英語：Gelete Burka Bati，1986年1月23日—）是一名埃塞俄比亚女子中跑和长跑运动员。她以31分41.77秒赢得2015年世界田径锦标赛女子10000米银牌。她也是2008年世界室内田径锦标赛女子1500米冠军。